# Wilhelm Ströbel
Wilhelm Ströbel (* 10. November 1870 in Hengstfeld; † 16. August 1952 in Beutelsbach im Remstal) war ein deutscher Landwirt und Politiker.

## Leben
Ströbel besuchte die Ackerbauschule und die Landwirtschaftliche Hochschule Hohenheim, von der er als Diplomlandwirt abging. Anschließend studierte er Finanz- und Staatswissenschaften an den Universitäten Halle und Jena. Er arbeitete als landwirtschaftlicher Beamter und als Vorstand von Landwirtschaftsschulen. Von 1920 an war er Direktor der Württembergischen Landwirtschaftskammer.
Von 1908 bis 1918 war er Mitglied der Zweiten Kammer der Württembergische Landstände, von 1919 bis 1920 Mitglied der Verfassunggebenden Landesversammlung für den freien Volksstaat Württemberg und von 1920 bis 1933 Mitglied des Landtages.

## Ehrungen
- 1952: Verdienstkreuz (Steckkreuz) der Bundesrepublik Deutschland
- Ehrendoktor der Landwirtschaftlichen Hochschule Hohenheim
- Ehrensenator der Universität Tübingen